# 行动顺序自由组合
行动顺序自由组合制是电子游戏中，战斗系统的一种。与行动顺序制刚好相反的一种战斗模式。

## 行动顺序自由组合
行动顺序自由组合制主要体现在回合制的游戏当中，具体表现为：
当轮到一方行动时，该方所有人员可以不受本身体现先后行动能力（比如敏捷、速度）的限制，由玩家自行决定谁先行动，谁后行动。在此模式下，玩家更容易发挥各种人物的优势，也更容易判断战场形式。